# Agrotis turbulenta
Agrotis turbulenta là một loài bướm đêm trong họ Noctuidae.